# Classe Yamagumo
La classe Yamagumo est une classe de destroyers de lutte anti-sous-marine de la Force maritime d'autodéfense japonaise construite durant les années 1960 (1re sous-classe) et 1970 (2e sous-classe)

En raison d'un déplacement relativement faible cette classe est plutôt considérée comme destroyer d'escorte.

## Service
- Le JDS Yamagumo a été reclassé en navire école en 1991 et mis hors service en 1995.
- Le JDS Makigumo a été reclassé en navire école en 1991 et mis hors service en 1995.
- Le JDS Asagumo a été reclassé en navire auxiliaire pour sous-marin en 1993 et mis hors service en 1993.
- Le JDS Aokumo a été reclassé en navire école en 1991 et mis hors service en 2003.
- Le JDS Akigumo a été reclassé en navire école en 1999 et mis hors service en 2005.
- Le JDS Yūgumo a été mis hors de service en 2005.

## Conception
La classe Yamagumo a été équipée du nouveau drone Gyrodyne QH-50 DASHD. Quand la production des drones a cessé, les destroyers de classe Minegumo ont reçu le système de missiles anti-sous-marins ASROC et le radar d'alerte OPS-11 équivalent au AN/SPS-40 (en).

## Les bâtiments
| N° coque         | Nom          | Lancement        | Service effectif | Chantier                          |
| ---------------- | ------------ | ---------------- | ---------------- | --------------------------------- |
| DDK-113 TV-3506  | JDS Yamagumo | 27 février 1965  | 29 janvier 1966  | Mitsui Shipyard Tamano            |
| DDK-114 TV-3507  | JDS Makigumo | 2 juillet 1965   | 19 mars 1966     | Uraga Dock Company Uraga          |
| DDK-115 ASU-7018 | JDS Asagumo  | 25 novembre 1966 | 29 août 1967     | Hitachi Zosen Corporation Maizuru |
| DDK-119 TV-3512  | JDS Aokumo   | 30 mars 1972     | 25 novembre 1972 | Sumitomo Heavy Industries Uraga   |
| DDK-120 TV-3514  | JDS Akigumo  | 23 octobre 1973  | 24 juillet 1974  | Sumitomo Heavy Industries Uraga   |
| DDK-121          | JDS Yūgumo   | 21 mai 1977      | 24 mars 1978     | Sumitomo Heavy Industries Uraga   |